# Politique au Manitoba
La politique au Manitoba fonctionne selon le système de Westminster dans le cadre du fédéralisme canadien, comme les autres provinces du Canada. Le Manitoba possède une législature monocamérale composée de 57 sièges (l'Assemblée législative du Manitoba). Les élections se déroulent au moins tous les 5 ans, mais peuvent être déclenchées à tout moment par le lieutenant-gouverneur (le représentant de la Couronne dans la province) sur conseil du Premier ministre. Le Premier ministre est le chef du parti qui détient le plus de sièges à l'Assemblée législative.

## Partis représentés à l'Assemblée législative
- Nouveau Parti démocratique du Manitoba
- Parti progressiste-conservateur du Manitoba
- Parti libéral du Manitoba

## Autres partis
- Parti vert du Manitoba

## Anciens partis
- Parti progressiste du Manitoba
- Parti Crédit social du Manitoba